# Anne-Lise Gabold
Anne-Lise Gabold (født Anne-Lise Rosberg 5. oktober 1941) er en dansk skuespillerinde, instruktør og master teacher .
Hun er uddannet fra Det Kongelige Teaters Elevskole 1968.
Anne-Lise har spillet en række roller, bl.a på Det Kgl. Teater, Det Ny Teater, Nørrebros Teater, Teatret ved Sorte Hest og Kaleidoskop.
På TV har hun optrådt i TV-teatret hvor hun har medvirket som Julie i Frk Julie af Strindberg og som hustruen i Båndet af Strindberg m.fl.
Derudover har hun medvirket i serierne Bryggeren, TAXA og Rejseholdet.
Anne-Lise Gabold har modtaget to Bodil-statuetter, en for Vera i Midt i en jazztid og en for Sylvie i En lykkelig skilsmisse (1975).
Hun har to døtre. Restauratør Louise Gabold fra sit første ægteskab med dramachef og komponist Ingolf Gabold og skuespiller Gaia Rosberg fra ægteskabet med instruktør Horacio Munoz Orellana.

## Udvalgt filmografi
- Midt i en jazztid – 1969
- Kong Lear – 1971
- Farlige kys – 1972
- Flugten – 1973
- Hjerter er trumf – 1976
- Sådan er jeg osse – 1980
- Isfugle – 1983
- Elise – 1985
- Den kroniske uskyld – 1985
- Sort høst – 1993
- Nynne – 2005